# 사노촌 (이바라키현)
사노촌(佐野村)은 이바라키현 나카군에 일찍이 존재했던 촌이다. 현재의 히타치나카시 북부에 해당한다.

## 역사
- 1889년 4월 1일 - 정촌제 시행에 의해 나카군 사노촌이 성립하였다.
- 1954년 11월 1일 - 가쓰타정에 편입해 소멸하였다. 당일 가쓰타정은 시로 승격해 가쓰타시가 되었다.

## 인구
| 1891년 | 2,860 |
| 1920년 | 3,980 |
| 1935년 | 4,657 |
| 1950년 | 6,542 |

## 교통

### 철도
- 일본국유철도 (→동일본 여객철도)
  - 조반선

### 도로
- 2급국도
  - 국도 제6호선

## 참고문헌
- 角川日本地名大辞典編纂委員会『角川日本地名大辞典 8 茨城県』、角川書店、1983年 ISBN 4040010809